# 2-(S)-ヒドロキシプロピルCoMデヒドロゲナーゼ
2-(S)-ヒドロキシプロピルCoMデヒドロゲナーゼ（2-(S)-hydroxypropyl-CoM dehydrogenase）は、次の化学反応を触媒する酸化還元酵素である。
2-(S)-ヒドロキシプロピルCoM + NAD+ {\displaystyle \rightleftharpoons } 2-オキソプロピルCoM + NADH + H+
反応式の通り、この酵素の基質は2-(S)-ヒドロキシプロピルCoMとNAD+、生成物は2-オキソプロピルCoMとNADHとH+である。
組織名は2-[2-(S)-hydroxypropylthio]ethanesulfonate:NAD+ oxidoreductaseで、別名に2-(2-(S)-hydroxypropylthio)ethanesulfonate dehydrogenaseがある。